# Dave Bright
Dave Bright, właśc. David John Bright (ur. 29 listopada 1949 w Maidstone) – nowozelandzki piłkarz pochodzenia brytyjskiego, reprezentant kraju.

## Kariera piłkarska
Urodzin się w Maidstone w Wielkiej Brytanii, gdzie rozpoczął swoją przygodę z futbolem w drużynie Sittingbourne. W 1975 wyemigrował do Nowej Zelandii. Po trzech latach rozbratu z piłką nożną, w 1978 został zawodnikiem drużyny Manurewa AFC. W barwach tej ekipy zdobył tytuł mistrza New Zealand National Soccer League w 1983.
Miał także udział w zwycięstwie Manurewy w rozgrywkach w Chatham Cup i Challenge Trophy w latach 1978 i 1984. Po siedmiu latach gry dla Manurewa AFC, w 1985 został piłkarzem Papatoetoe AFC, w którym występował aż do zakończenia kariery zawodniczej.

## Kariera reprezentacyjna
Po raz pierwszy w reprezentacji Nowej Zelandii zagrał 29 czerwca 1979 w meczu przeciwko reprezentacji Fidżi, wygranym 6:0. W 1982 został powołany przez trenera Johna Adsheada na Mistrzostwa Świata 1982, gdzie Nowa Zelandia odpadła w fazie grupowej, a Bright nie zagrał w żadnym ze spotkań.
Po raz ostatni w reprezentacji zagrał 14 lutego 1982 w meczu przeciwko Węgrom, przegranym 1:2. Łącznie w latach 1979–1982 zagrał w 8 spotkaniach reprezentacji Nowej Zelandii.
| Mecze i gole w reprezentacji | Mecze i gole w reprezentacji | Mecze i gole w reprezentacji | Mecze i gole w reprezentacji | Mecze i gole w reprezentacji | Mecze i gole w reprezentacji | Mecze i gole w reprezentacji |
| #                            | Data                         | Miasto                       | Przeciwnik                   | Gol                          | Wynik                        | Rozgrywki                    |
| ---------------------------- | ---------------------------- | ---------------------------- | ---------------------------- | ---------------------------- | ---------------------------- | ---------------------------- |
| 1.                           | 29.06.1979                   | Suva                         | Fidżi                        |                              | 6:0                          | towarzyski                   |
| 2.                           | 01.07.1979                   | Lautoka                      | Fidżi                        |                              | 3:0                          | towarzyski                   |
| 3.                           | 26.07.1979                   | Numea                        | Nowa Kaledonia               |                              | 2:0                          | towarzyski                   |
| 4.                           | 03.10.1979                   | Manama                       | Bahrajn                      |                              | 2:0                          | towarzyski                   |
| 5.                           | 20.08.1980                   | Auckland                     | Meksyk                       |                              | 4:0                          | towarzyski                   |
| 6.                           | 15.09.1980                   | Vancouver                    | Kanada                       |                              | 0:4                          | towarzyski                   |
| 7.                           | 16.08.1981                   | Auckland                     | Fidżi                        |                              | 13:0                         | El. MŚ 1982                  |
| 8.                           | 14.02.1982                   | Christchurch                 | Węgry                        |                              | 1:2                          | towarzyski                   |

## Sukcesy
- Mistrzostwo New Zealand National Soccer League (1): 1983
- Zdobywca Chatham Cup (2): 1978, 1984
- Zdobywca Challenge Trophy (2): 1978, 1984

## Życie prywatne
Dave Bright jest ojcem Krisa Brighta, także piłkarza, zwycięzcy wraz z reprezentacją Nowej Zelandii Pucharu Narodów Oceanii 2008 oraz uczestnika Pucharu Konfederacji 2009.